# 邓叔子
邓叔子（？—555年），郁久闾氏，為亞洲蒙古高原一帶古國柔然的最後君主，邓叔子是阿那瓌之叔父，那盖的次子。
率部居于河套西北，552年，柔然被突厥汗国首领土门所破，阿那瓌被杀，阿那瓌之子庵罗辰投靠北齐。邓叔子於553年3月被西部余众立为汗，后被突厥乙息记可汗在沃野镇（今内蒙古乌拉特前旗乌梁素海之北）北击败。之后，突厥、北齐经常击败柔然。555年，防線被突厥汗国木杆可汗所破，率3000兵士奔西魏。开始西魏善待他，后来在突厥的压力下，西魏太师宇文泰将其和部属三千余人交付突厥使者，在长安青门外被斩殺。557年，突厥宣佈正式佔領柔然地區。
| 前任： 库提 | 柔然君主 與庵罗辰同於553年並立 | 繼任： 無 |